# Riegrův slovník naučný
Riegrův slovník naučný est la première encyclopédie généraliste tchèque. Elle a été publiée dans les années 1860-1874, elle compte onze volumes et un volume de suppléments et contient environ 80 000 entrées.

## Volumes
| Volume | Entrées                                    | Année |
| ------ | ------------------------------------------ | ----- |
| 1.     | A – Bžeduchové                             | 1860  |
| 2.     | C – Ezzelino                               | 1862  |
| 3.     | F – Chyžice                                | 1863  |
| 4.     | I – Lžidimitrij                            | 1865  |
| 5.     | M – Ožice                                  | 1866  |
| 6.     | P – Quousque tandem                        | 1867  |
| 7.     | R – Ržew                                   | 1868  |
| 8.     | S – Szyttler                               | 1870  |
| 9.     | Š – Vogt                                   | 1872  |
| 10.    | W – Žygliňski Doplňky Aaronowicz – Nyström | 1873  |
| 11.    | Doplňky Obach – Ristić                     | 1874  |
| 12.    | Doplňky a opravy A – Gythonové             | 1890  |